# Mehmet Akyüz
Mehmet Akyüz (* 2. Januar 1986 in Adapazarı) ist ein türkischer Fußballspieler.

## Vereinskarriere
Akyüz spielte zu Beginn seiner Karriere für Sakaryaspor. Nach seiner ersten Saison ging er auf Leihbasis zu Fethiyespor und wechselte anschließend zu Bozüyükspor. Im Januar 2008 wechselte der Mittelfeldspieler von 3. Liga in die Süper Lig, er unterschrieb bei Gençlerbirliği Ankara. Doch in Ankara kam er lediglich zu fünf Einsätzen. Er wurde während seiner Zeit in Ankara an Sakaryaspor, Şanlıurfaspor und Hacettepespor ausgeliehen. Im Sommer 2010 verließ er Gençlerbirliği und wechselte zum Zweitligisten Tavşanlı Linyitspor.
Bei Linyitspor spielte Akyüz eine gute Saison. Er machte in 31 Spielen 15 Tore und schoss somit seine Mannschaft in die Play-offs, jedoch reicht es später nicht zum Aufstieg. Mit seiner Leistung machte er auf sich aufmerksam. Beşiktaş Istanbul verpflichtete ihn vor Beginn der Saison 2011/12. Er spielte in zwei Spielzeiten 16 Ligaspiele. Sein Vertrag wurde am 15. Juli 2013 aufgelöst und er erhielt eine Abfindung in Höhe von 256.332 TL.
Am 2. August 2013 unterschrieb Akyüz bei Akhisar Belediyespor einen Dreijahresvertrag.
Nach zwei Spielzeiten wechselte Akyüz innerhalb der Süper Lig zu Çaykur Rizespor. Hier etablierte er sich schnell als Stammspieler und Leistungsträger und beendete seine erste Saison mit 40 Pflichtspieleinsätzen, in denen er acht Tore erzielte. In seiner zweiten Spielzeit bei Rizespor erlebte er mehrere Kontroversen mit dem Trainerstab und der Vereinsführung und wurde als Folge im März gemeinsam mit seinem Teamkollegen Ahmet İlhan Özek aus dem Kader suspendiert. Nachdem Anfang Mai 2017 sein Vertrag vorzeitig aufgelöst worden war, wechselte Akyüz zum Zweitligisten Giresunspor.
Nach 13 Einsätzen und vier Toren in der Meisterschaft wechselte Akyüz in der Rückrunde der Saison 2017/18 zum abstiegsbedrohten Ligakonkurrenten Denizlispor und unterschrieb für anderthalb Jahre. Hier traf er in 15 Spielen zwölfmal und war damit maßgeblich daran beteiligt, dass der Verein die Klasse halten konnte. In der darauffolgenden Saison konnte er mit Denizlispor die Meisterschaft der TFF 1. Lig 2018/19 und den Aufstieg in die Süper Lig feiern. Akyüz wurde mit 15 Toren bester Torschütze der Mannschaft. Bei der anschließenden Station, Adana Demirspor, trug er 2020/2021 mit 9 Treffern in 23 Spielen ebenfalls zum Aufstieg in die Süper Lig bei. Nach 3 Monaten ohne Verein ging er zu Samsunspor, kam aber über die Jokerrolle nicht hinaus. Seit 2022 ist Akyüz in der 3. Liga aktiv.

## Nationalmannschaft
Akyüz spielte am 25. Mai 2005 für die türkische U-19-Auswahl gegen die schwedische U-19-Auswahl.

## Erfolge
Mit Denizlispor
- Meister der TFF 1. Lig und Aufstieg in die Süper Lig: 2018/19